# Рамхормоз
Рамхормо́з (перс. رامهرمز‎) — город на юго-западе Ирана, в остане Хузестан. Административный центр шахрестана Рамхормоз.
Альтернативные названия: Рамхорму́з, Раму́з

## География
Город находится на востоке Хузестана, в предгорьях западного Загроса, на высоте 179 метров над уровнем моря.
Рамхормоз расположен на расстоянии приблизительно 80 километров к востоку от Ахваза, административного центра остана и на расстоянии 510 километров к юго-западу от Тегерана, столицы страны.

## Население
На 2006 год население составляло 49 822 человека; в национальном составе преобладают луры.
| 1986   | 1991   | 1996   | 2006   | 2012   |
| ------ | ------ | ------ | ------ | ------ |
| 28 550 | 33 179 | 37 221 | 49 822 | 57 510 |

## История

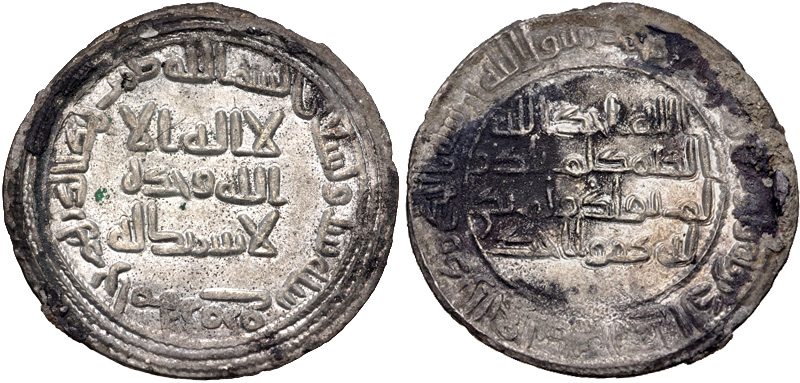
Серебряная монета Халифата (чеканка в Рамхурмузе), датированная 96 г. хиджры (714/5 г. н. э.) во время правления Аль-Валида I

В древности город был известен как Саманган. Через него проходила описанная Геродотом Царская дорога (тот её участок, который соединял Персеполь и Сузы).
В 2009 году, в ходе раскопок, археологами были открыты слои, относящиеся к эламскому, ахеменидскому и сасанидскому периодам истории Ирана.